# Кастеллеро
Кастеллеро (італ. Castellero, п'єм. Castlé) — муніципалітет в Італії, у регіоні П'ємонт, провінція Асті.
Кастеллеро розташоване на відстані близько 490 км на північний захід від Рима, 34 км на південний схід від Турина, 11 км на захід від Асті.
Населення — 304 особи (2014).
Щорічний фестиваль відбувається 29 червня. Покровитель — святий Петро in Vincoli.

## Історія
Історія муніципалітету Кастеллеро тісно пов’язана з подіями навколо замку та змінами його власників.
У 1312 році сім'я Соларо за підтримки провансальців Уго дель Бальцо, синіскалка Роберта Анжуйського, захопила замок Альяно та, за словами Де Каніса, розгромила родину Де Кастелло в Кастеллеро, де знищила фортецю, утримувану гібеллінами Пульсавіно. Ці події свідчать про те, що замок Кастеллеро під час середньовічних громадянських воєн був антигвельфською твердинею. 
Пізніше територія перейшла у володіння сімей П'єтріні та Понте, які відбудували фортецю. 
На руїнах зруйнованої фортеці, що стала ареною подій 1312 року, було зведено новий замок, який отримав назву Кастеллеро. Ця назва походить від терміна, що іноді використовувався для позначення зруйнованих фортець.

## Демографія
Населення за роками:

Станом на 1 січня 2023 року в муніципалітеті офіційно проживало 13 іноземців з 4 країн, серед них 5 громадян країн Євросоюзу.

## Сусідні муніципалітети
- Бальдік'єрі-д'Асті
- Монале
- Віллафранка-д'Асті